# Улица Антонова-Овсеенко (Самара)
У́лица Анто́нова-Овсе́енко — находится в Советском районе города Самара. Берёт начало от кольцевого пересечения с улицей Авроры. Пересекается с улицами: Ивана Булкина, Энтузиастов, Карбышева, Советской Армии, Запорожской и улицей ΧΧII Партсъезда.

## Этимология годонима
В 1967 году улица Ново-Диагональная переименована в честь революционера, государственного, военного и партийного деятеля Владимира Александровича Антонова-Овсеенко.

## Транспорт
По улице Антонова-Овсеенко проходят:
- трамваи: № 2, 4, 13, 23;
- троллейбусы: № 15;
- муниципальные автобусы: № 30, 35;
- маршрутные такси, коммерческие автобусы: № 99, 126с, 126ю, 213, 229, 347, 396, 429.

## Здания и сооружения
Чётная сторона
- № 24 и № 26 — Самарский государственный социально-педагогический университет
- № 44 — Самарское аэрокосмическое общество «Союз»
- № 44 — Самарское предприятие вычислительной техники и информатики
- № 44 — Управление Госхлебнадзора по Самарской области (ликвидировано в 2004 году)
- № 48 — Цех водопродно-канализационных сетей Советского района

Нечётная сторона
- № 51 — Самарский торгово-экономический колледж (бывший Механико-технологический техникум)
- № 53 — НГОУ Самарский институт делового образования; Бывшая Высшая школа приватизации и предпринимательства (ранее — учебно-производственный комплекс «Росбытсоюз»). Здание украшено мозаичным панно «Молодёжь в науке и производстве», автор — Бронислав Кураго (1971 год).
- № 53А — АО Институт «Росхлебнадзор»
- № 53А — АО «Телепорт-Самара»/Коммуникационные услуги
- № 53А — Самарский областной фонд содействия интеллектуальному развитию и сотрудничеству
- № 55 — Общежитие Самарского филиала Высшей школы приватизации и предпринимательства
- № 57 — Самарский финансово-экономический колледж (бывший Учётно-кредитный техникум)
- № 59А — Государственная инспекция по маломерным судам: отдел ГИМС Главного управления МЧС России по Самарской области[4]
- № 85 — Самарский машиностроительный колледж (бывший техникум)

## Почтовые индексы
- 443045: дома № 3,7
- 443066: дома № 46, 48 и № 79-101, 61
- 443090: дома № 26-44 и дома № 51-59
- 443080: дома № 2-18